# Monica Arac de Nyeko
Monica Arac (1979) es una profesora, escritora y poeta ugandesa, vive en Sudán.

## Trayectoria
Es licenciada en educación por la Universidad Makerere y tiene un máster en la Universidad de Groningen. Su obra ha sido publicada en diferentes países. Back Home fue incluida en una antología de escritores africanos que editaron Helon Habila y Kadija George.
Es miembro de Femrite, la Asociación de Escritoras de Uganda.

## Reconocimientos
En 2004, fue preseleccionada para el Premio Caine por su relato de los niños soldados de Gulu Strange Fruit. En 2007, fue galardonada con el Premio Caine por su obra Jambula Tree. Esta novela fue llevada al cine en la película keniata Rafiki, presentada en el Festival Internacional de Cine de Cannes.
También fue reconocida por su ensayo In the Stars.